# Mainzer Hoftag von 1184

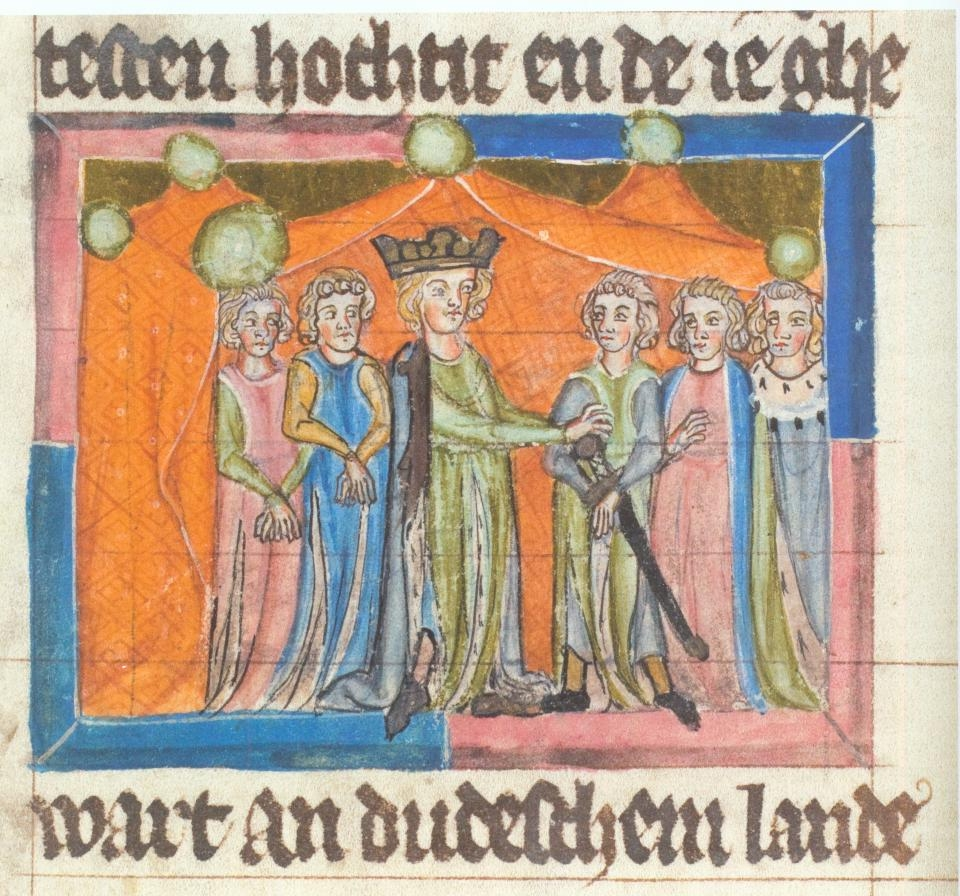
Darstellung des Mainzer Hoffestes von 1184 in der Sächsischen Weltchronik, Norddeutschland, Erstes Viertel 14. Jahrhundert, Berlin, Staatsbibliothek Preußischer Kulturbesitz, Ms. germ. fol. 129, fol. 112r

Der Mainzer Hoftag von 1184 war ein von Kaiser Friedrich I. Barbarossa auf der vor Mainz in der Mündung des Mains gelegenen Insel Maaraue anlässlich des Pfingstfestes ausgerichteter Hoftag. Er stellte durch seine große Besucherzahl und seine kulturellen Vergnügungen einen Höhepunkt ritterlicher Lebensweise sowie der Machtentfaltung der Staufer dar.

## Vorbereitungen
Kaiser Friedrich I. schrieb 1183 nach Erfolgen in der Italienpolitik sowie der Unterwerfung Heinrichs des Löwen zu Beginn der 1180er Jahre für das folgende Jahr einen Hoftag nach Mainz aus. Für den Hoftag wurde eigens eine Stadt aus Holzbauten und Zelten errichtet. In ihrer Mitte wurden der Palast des Kaisers und eine Kirche erbaut. Da die Ankündigung des Hoftags bereits ein Jahr im Voraus erfolgt war, konnten neben den Besuchern aus den Reichsgebieten nördlich der Alpen auch Franzosen, Spanier, Engländer, Italiener und Besucher vom Balkan anreisen.

## Festveranstaltungen
Der Mainzer Hoftag begann am 20. Mai 1184. An diesem Pfingstsonntag wurde unter Beteiligung des bekrönten Kaiserpaares in der hölzernen Kirche das Hochamt gefeiert. Schwertträger des Kaisers war der Graf von Hennegau. Der Kanzler des Grafen von Hennegau, Gislebert von Mons behauptete rückblickend, es sei ein Streit um das Recht des Schwerttragens unter den mächtigsten Fürsten entbrannt und es wäre letztlich dem Grafen von Hennegau überlassen worden, da dieser hochgefeiert und mit vielen der anwesenden Fürsten verwandt gewesen sei. Während die Forschung diesem Urteil teils folgte und anmerkt, dass der Kaiser dem Grafen aufgrund seiner strategischen Bedeutung am Niederrhein seine Gunst zeigen wollte, kommt die Ritualforschung zu einem anderen Ergebnis. Da nicht bezeugt ist, dass sich die Fürsten vorher überhaupt einmal um diesen Dienst gestritten hätten, wird davon ausgegangen, dass dem Grafen von Hennegau das Schwerttragen als symbolische Form der Einordnung in das Herrschaftssystem auferlegt wurde, zumal auf dem Hoftag außerdem seine Erhebung in den Reichsfürstenstand vorgenommen wurde (Gerd Althoff).
Im Anschluss an den Einzug in die Kathedrale fand ein großes Festessen statt, während dessen die Großen des Reiches die Hofämter des Schenken, Truchsesses, Kämmerers und Marschalls versahen.
Am darauffolgenden Tag empfingen die zwei Söhne Friedrichs, Heinrich und Friedrich, durch ihn persönlich die Schwertleite. Die Kaisersöhne und viele Fürsten, die ihrem Beispiel folgten und ihnen in dieser Hinsicht nicht nachstehen wollten, machten hierauf den Rittern und Spielleuten Geschenke in Form von Pferden, kostbaren Kleidern, Gold und Silber. Es folgte eine Reitveranstaltung, genannt gyrum, bei der die Ritter ihre Fähigkeiten beim Schwingen von Schilden, Bannern und Lanzen zeigten. Unter den angeblich 20.000 Teilnehmern befanden sich auch der Kaiser und seine Söhne. Am nächsten Tag wurden die Reitveranstaltungen fortgesetzt. In der folgenden Woche sollten in Ingelheim Kampfspiele stattfinden. Ein Unwetter ließ jedoch mehrere Zelte und die Holzkirche einstürzen, verbunden mit Todesopfern unter den Feiernden. Dies wurde als göttliches Zeichen gedeutet und das Fest daraufhin nicht fortgesetzt.

## Politische Aktionen
Während des Hoftages verhandelte der Kaiser mit Heinrich dem Löwen über ein antifranzösisches Bündnis mit England, was jedoch erfolglos blieb.
Ein weiteres, weitaus symbolträchtigeres politisches Geschehen stellte der Rangstreit des Fuldaer Abtes Konrad dar. Laut dem Chronisten Arnold von Lübeck forderte es dieser während einer Versammlung der Fürsten als sein altes Recht, zur Zeit des Hoftags zur Linken des Kaisers zu sitzen. Die Wahrnehmung dieses Rechts habe ihm einzig der Kölner Erzbischof schon lange streitig gemacht. Der Kaiser bat daraufhin den Kölner Erzbischof Philipp von Heinsberg, der sich durch die niederrheinische Territorialpolitik des Kaisers düpiert fühlte, dem Wunsch des Fuldaer Abtes stattzugeben. Der Erzbischof musste dies als einen Angriff auf seine Stellung ansehen, die ihren Ausdruck in der Form der Sitzordnung fand. Philipp bat daraufhin, sich von den Feierlichkeiten entfernen und in seine Herberge begeben zu dürfen, was einer Verweigerung der Zustimmung zu seiner rituellen Rangminderung gleichkam. Es folgte ein Eklat, als zahlreiche Lehnsmänner des Erzbischofs, darunter mit dem Pfalzgrafen bei Rhein ein Bruder des Kaisers, ebenso um ihren Rückzug von den Feierlichkeiten baten. 
Daraufhin sprang laut Arnold der Kaisersohn Heinrich auf und fiel dem Erzbischof mit den Worten: „Ich bitte dich, liebster Vater, bleibe hier und verwandle unsere Freude nicht in Trauer“ entgegen. Philipp durfte daraufhin den Platz an der Linken des Kaisers einnehmen, während der Fuldaer Abt auf einem der unteren Plätze sitzen musste.

## Rezeption
Sowohl in Chronistik wie in Dichtung wurde die Pracht des Mainzer Hoftages gerühmt. So verglich Heinrich von Veldeke im Eneasroman den Hoftag mit der Heirat zwischen Aeneas und Lavinia. Der Chronist Arnold von Lübeck stellte einen Zusammenhang mit dem Gastmahl des Königs Ahasver her. Auch der Lyriker Guiot de Provins nennt sich in seiner 'Bible Guiot' (V, 277ff.) einen Augenzeugen des "unvergleichlichen" Mainzer Hoftags. 
Die Forschung sieht in dem Mainzer Hoftag aufgrund der Größe der Teilnehmerzahl und dem betriebenen Aufwand ein sicheres Indiz dafür, dass Barbarossa gleichsam einen Schlussstrich unter seine größtenteils gescheiterte Italienpolitik setzen und diese zugleich durch eine Demonstration seiner herrscherlichen Macht vergessen machen wollte.